# ロシアン・キャラヴァン
ロシアン・キャラヴァンは、烏龍茶、祁門と正山小種をブレンドした紅茶である。

## 概要
その味はアロマティックで味わい豊か、甘くとろけるスモーキーな風味と形容される。ロシアン・キャラヴァンには正山小種が含まれていないものがあり、スモーキーな風味を損なうことになる。また、アッサムティーが含まれることもある。歴史的には、そのスモーキーな特徴は、モンゴルからロシアを横断するキャメル・キャラヴァンと密接して、海へと届けるからだと考えられている。

## 由来
中国茶でありながら、その名前は18世紀の、ロシアからヨーロッパへと向かう大陸間茶貿易のキャメル・キャラヴァンの経由地(インド、セイロン、中国)の地域名に由来している。「中国の国境からロシアの栄えている地域まで、半年は少なくともシベリアンルートにかかる。船旅もきついものである 。」

南のオデッサを経由して輸送するルートは安上がりだが、熱帯の海を通って、茶の風味が落ちる。一方で、風味を失わないように燃焼させながら、モンゴルとシベリアの寒く乾いた気候帯を通じて運ぶ手段も発達していた。(直接熱して乾かす方法はあった)。ロシアの食通達としてはロシアン・キャラヴァンの奇妙奇態な味は、夜中に運ばれる時にわずかな蒸気を雪上の道にもなっていないステップ地帯で吸い込んだものだと信じていた。

## 応用
キャメル・キャラヴァンの旅路の途中には信頼できない情報がある。キャンプファイヤーで薫製されたお茶という部分で、正山小種がブレンドされているのみである。祁門と正山小種と共に、滇紅を使用するブレンドが美味しく、強く茶色に、スモーキーに、独特の風味が後味をなめらかに、そしてまろやかさを仕立てあげる。